# Stefan Schwarzmann
Stefan Schwarzmann (* 11. listopadu 1965) je německý metalový bubeník a kytarista, který působil ve skupinách Accept, U.D.O., Running Wild, Krokus a Helloween.